# Инспекция «Медицинская герменевтика»

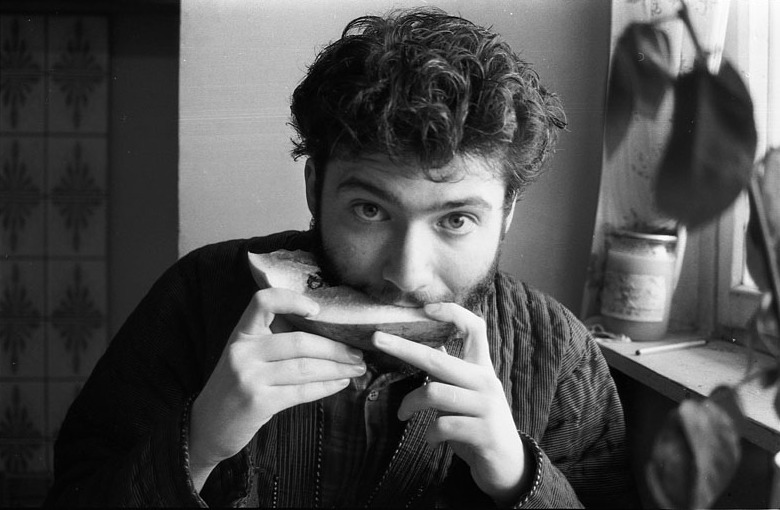
Павел Пепперштейн в 1990 году

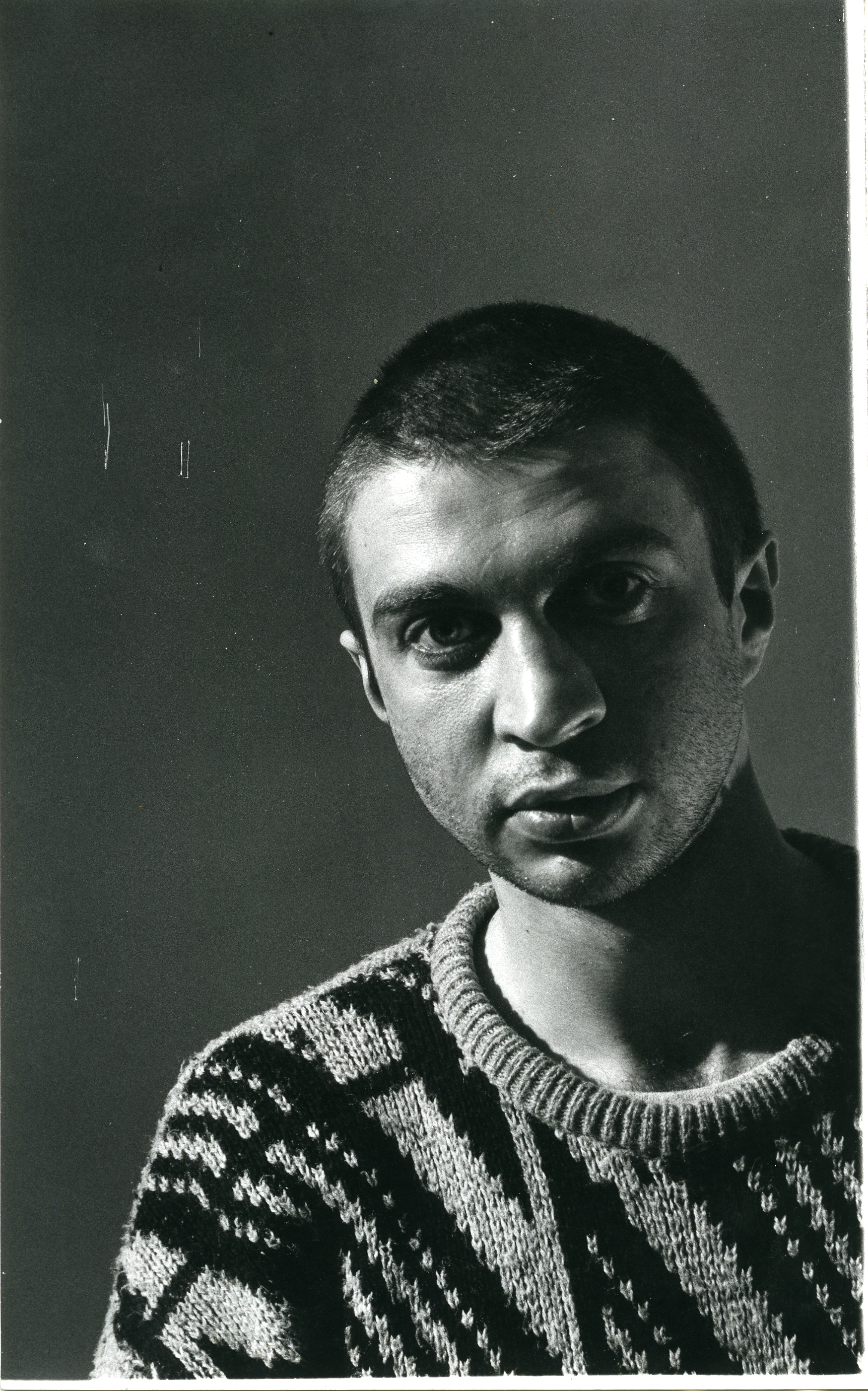
Владимир Фёдоров в 1984 году

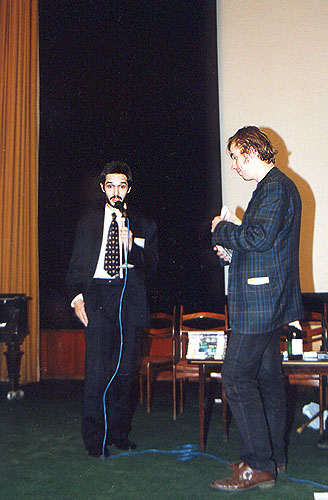
Антон Носик в 1999 году (слева)

Инспекция «Медицинская герменевтика» — московская арт-группа, образованная в декабре 1987 года в сквоте в Фурманном переулке в Москве.

## История
Первоначально состояла из художников Сергея Ануфриева, Юрия Лейдермана и Павла Пепперштейна. На раннем этапе существования «Инспекции» в деятельности группы принимал участие Антон Носик, который является автором словосочетания «Медицинская герменевтика». С 1991 года вместо Юрия Лейдермана в группу вошёл Владимир Фёдоров (1963—2018).
Десятилетию группы «Медицинская герменевтика» был посвящён XI номер журнала «Место печати».
Группа закончила своё существование 11 сентября 2001 года, в день падения в Нью-Йорке башен-близнецов Всемирного торгового центра.

## Участники

### «Старшие инспекторы»
- Сергей Ануфриев
- Павел Пепперштейн
- Юрий Лейдерман (до 1991)
- Владимир Фёдоров (после 1991)

### «Младшие инспекторы»
- Герман Зеленин
- Татьяна Каганова
- Александр Мареев
- Антон Носик
- Виктория Самойлова
- Юрий Семенов
- Андрей Соболев
- Мария Чуйкова

## Выставки группы
- 1989 — «Три ребёнка». Галерея Младых, Прага, Чехословакия.
- 1994 — «Белое окно». Вилла Вальдберта, Фельдафинг, Бавария, Германия.
- 1994 — «Процессии». Human Space Modern Art Center, Милан, Италия.
- 1994 — «ПАРАМЕН». Галерея Инзам, Вена, Австрия.
- 1994 — «Переживание в башне». Галерея Инги Беккер, Кёльн, Германия.
- 1994 — «Процессии». Human Space Art Center, Милан, Италия.
- 1994 — «Illumination in the Tower». Галерея Инги Бекер (Inge Baecker[нем.]), Кёльн, Германия.
- 1994 — «Мы ваш дедушка!» Raum der Inspection Medizinische Hermeneutik festival «Europa 94», Мюнхен, Германия.
- 1997 — «Портрет старика». Инсталляция «МГ» (при участии И. Дмитриева), XL Галерея. Государственный Русский музей, Санкт-Петербург.
- 2012 — «Труба, или Аллея долголетия». Галерея Риджина, Москва[3].

## Цитаты
- Сергей Ануфриев, 1989: «Незадолго до появления этого названия мы проводили совместные беседы, записывая их на магнитофон. В процессе этих бесед мы неожиданно для себя натолкнулись на такую эстетическую категорию как „инспекционность“. Одновременно с этим появился термин „Медгерменевтика“, то есть „Медицинская герменевтика“. Суть его примерно в следующем: коллективный менталитет постоянно отсылает сознание в краевые области — то идеологии, то критицизма, то снова идеологии. Такое раскачивание мнится не эволюцией, а скорее — видом заболевания, то есть чем-то таким, что надо лечить. В процессе терапии могут выявиться вещи, уже не относящиеся к упомянутой проблематике и как бы выходящие из её берегов. Слово „Медгерменевтика“ таит в себе достаточную долю иронии, поскольку нашему дискурсу свойственна позиция некоего диагностического и одновременно патологического проникновения во все то, что Монастырский связывает с „синдромом Тедди“. Кроме того, нам пришлось столкнуться с проблемой самоидентификации. Пытаясь её решить, мы перепробовали множество самонаименований: „инспекторы — неподкупные чиновники эпохи выцветающих флажков“, „инспекторы — начётчики шизофренического Китая“, „специалисты в области становления эстетических категорий“, „специалисты по обустройству смыслов“ и т. д.»[4].
- Илья Кабаков, 2006: «Никому, включая медгерменевтов, не известно, что такое „Медгерменевтика“. Особенно, если их рассматривать в качестве дополнения к миру, который я знаю. Хотя можно, наверное, ограничиться утверждением, что это просто следующее поколение (после нашего), и что оно даже — в некотором смысле — производная от всей той концептуальной суеты и каши, которая была заварена в 60-е годы. То есть как бы два шага, две ступени, два ритма одного и того же…»[5].
- В посвящённой Антону Носику книге Михаила Визеля «Создатель» (2022) приводятся слова Пепперштейна: «Полное название «Инспекция „Медицинская герменевтика“» в достаточной степени выражает предмет наших интересов и занятий. Речь шла об инспекции всего. Очень философическая позиция. «Инспекция всего» предполагает нахождение в некой умозрительной отстранённости. В иудео-христианской традиции первым актом инспекции можно считать 7-й день творения, когда Господь обозрел созданный мир и сказал: «Всё хорошо весьма». То есть это первая инспекционная запись в истории человечества, во всяком случае западного. «Медгерменевтика» — это истолкование текстов, интерпретация текстов. Речь шла об использовании аппаратов интерпретации в терапевтических целях. При этом нам было очень важно, что среди нас два профессиональных медика (Антон и Герман Зеленин), и большое значение мы придавали тому, что один является урологом, а второй — гинекологом. Были представлены как бы инь и янь. Основные гендерные принципы, принципы бытия, дуальность. Было важно, что они врачи. <…> Примерно через год мы занялись созданием книг, которые по нашей идее должны были составить пустотный канон герменевтики. Нас волновала тема пустотности и поиски канона, вернее, разработка канона. Была задумана многотомная структура и создано 12 томов пустотного канона, два первых тома были опубликованы»[6].